# Günther Federico Carlo II di Schwarzburg-Sondershausen
Günther Federico Carlo II di Schwarzburg-Sondershausen (Sondershausen, 24 settembre 1801 – Sondershausen, 15 settembre 1889) è stato principe di Schwarzburg-Sondershausen dal 1835 al 1880.

## Biografia
Günther nacque nel 1801, figlio primogenito del principe Günther Federico Carlo I e di sua moglie, la principessa Carolina di Schwarzburg-Rudolstadt. Trascorse la sua giovinezza in patria, mentre il padre tentava di fortificare la sua personalità attraverso l'istruzione militare. Alle dimissioni del padre, il 19 agosto 1835, gli succedette nel titolo di principe di Schwarzburg-Sondershausen; lo stato contava all'epoca un'estensione di circa 900 km². Nel 1837 morì suo padre.
Günther fu un riformatore del proprio stato. Nel 1835 lo stato entrò a far parte del Parlamento della confederazione degli stati tedeschi. Affrontò con preparazione anche la rivoluzione del 1848 che colpì anche il piccolo stato di Schwarzburg-Sondershausen. Come molti altri principi dell'area della Turingia, si pose ben presto sotto il protettorato della Prussia. Alla conclusione della rivoluzione, il 12 dicembre 1849 concesse una nuova costituzione liberale per lo stato, rimanendo ad ogni modo un conservatore. Nel 1866 lo Schwarzburg-Sondershausen si schierò apertamente con la Prussia nell'ambito delle guerre con l'Austria, entrando a far parte della Confederazione tedesca del Nord. Con la presenza dell'esercito prussiano del territorio, divenne difatti un protettorato del Regno di Prussia. Il 18 gennaio 1871 il principe Günther Federico Carlo II aderì col proprio Stato all'Impero Tedesco da poco costituito.
Il 17 luglio 1880 lasciò la reggenza al figlio maggiore, Carlo Günther, morendo nel 1889.

## La riforma industriale
Günther Federico Carlo II si preoccupò di sviluppare anche l'industrializzazione dello Schwarzburg-Sondershausen. I primi complessi industriali concepiti in modo moderno vennero impiantati nel 1867 ad Arnstadt e nel 1869 anche a Sondershausen, la capitale del principato. Questo fatto, favorì indubbiamente una notevole crescita economica dello stato che, viste anche le sue ridotte dimensioni, non poteva contare su rendite interne consistenti.

## Matrimonio e figli
Il principe Günther Federico Carlo II sposò in prime nozze nel 1827, Carolina Irene Maria di Schwarzburg-Rudolstadt, la quale morì nel 1833, dopo avergli dato quattro figli:
- Günther (1828-1833)
- Elisabetta (1829-1893)
- Carlo Günther (1830-1909), sposò la principessa Maria Gasparina di Sassonia-Altenburg
- Leopoldo (1832-1906)

Alla morte della prima moglie, si risposò nel 1835 con la principessa Matilde di Hohenlohe-Öhringen, dalla quale ebbe altri due figli:
- Maria (1837-1921)
- Ugo (1839-1871)

## Ascendenza
|                                                        |                                            |                                             | Genitori                                       |  |  | Nonni |  |  | Bisnonni                             |  |  | Trisnonni                                        |  |
|                                                        |                                            |                                             |                                                |  |  |       |  |  | Augusto di Schwarzburg-Sondershausen |  |  | Cristiano Guglielmo di Schwarzburg-Sondershausen |  |
|                                                        |                                            |                                             |                                                |  |  |       |  |  | Augusto di Schwarzburg-Sondershausen |  |  | Cristiano Guglielmo di Schwarzburg-Sondershausen |  |
|                                                        |                                            | Guglielmina Cristiana di Sassonia-Weimar    |                                                |  |  |       |  |  | Augusto di Schwarzburg-Sondershausen |  |  |                                                  |  |
| Cristiano Günther III di Schwarzburg-Sondershausen     |                                            |                                             |                                                |  |  |       |  |  | Augusto di Schwarzburg-Sondershausen |  |  |                                                  |  |
|                                                        |                                            | Carlotta Sofia di Anhalt-Bernburg           | Carlo Federico di Anhalt-Bernburg              |  |  |       |  |  |                                      |  |  |                                                  |  |
|                                                        |                                            | Carlotta Sofia di Anhalt-Bernburg           | Carlo Federico di Anhalt-Bernburg              |  |  |       |  |  |                                      |  |  |                                                  |  |
|                                                        |                                            | Carlotta Sofia di Anhalt-Bernburg           | Sofia Albertina di Solms-Sonnenwalde           |  |  |       |  |  |                                      |  |  |                                                  |  |
| Günther Federico Carlo I di Schwarzburg-Sondershausen  |                                            | Carlotta Sofia di Anhalt-Bernburg           |                                                |  |  |       |  |  |                                      |  |  |                                                  |  |
|                                                        |                                            | Vittorio Federico di Anhalt-Bernburg        | Carlo Federico di Anhalt-Bernburg              |  |  |       |  |  |                                      |  |  |                                                  |  |
|                                                        |                                            | Vittorio Federico di Anhalt-Bernburg        | Carlo Federico di Anhalt-Bernburg              |  |  |       |  |  |                                      |  |  |                                                  |  |
|                                                        |                                            | Vittorio Federico di Anhalt-Bernburg        | Sofia Albertina di Solms-Sonnenwalde           |  |  |       |  |  |                                      |  |  |                                                  |  |
| Guglielmina di Anhalt-Bernburg                         |                                            | Vittorio Federico di Anhalt-Bernburg        |                                                |  |  |       |  |  |                                      |  |  |                                                  |  |
|                                                        |                                            | Luisa di Anhalt-Dessau                      | Leopoldo I di Anhalt-Dessau                    |  |  |       |  |  |                                      |  |  |                                                  |  |
|                                                        |                                            | Luisa di Anhalt-Dessau                      | Leopoldo I di Anhalt-Dessau                    |  |  |       |  |  |                                      |  |  |                                                  |  |
|                                                        |                                            | Luisa di Anhalt-Dessau                      | Anna Luisa Föhse                               |  |  |       |  |  |                                      |  |  |                                                  |  |
| Günther Federico Carlo II di Schwarzburg-Sondershausen |                                            | Luisa di Anhalt-Dessau                      |                                                |  |  |       |  |  |                                      |  |  |                                                  |  |
|                                                        | Luigi Günther II di Schwarzburg-Rudolstadt | Luigi Federico I di Schwarzburg-Rudolstadt  |                                                |  |  |       |  |  |                                      |  |  |                                                  |  |
|                                                        | Luigi Günther II di Schwarzburg-Rudolstadt | Luigi Federico I di Schwarzburg-Rudolstadt  |                                                |  |  |       |  |  |                                      |  |  |                                                  |  |
|                                                        | Luigi Günther II di Schwarzburg-Rudolstadt | Anna Sofia di Sassonia-Gotha-Altenburg      |                                                |  |  |       |  |  |                                      |  |  |                                                  |  |
| Federico Carlo di Schwarzburg-Rudolstadt               | Luigi Günther II di Schwarzburg-Rudolstadt |                                             |                                                |  |  |       |  |  |                                      |  |  |                                                  |  |
|                                                        |                                            | Sofia Enrichetta di Reuss-Untergreiz        | Enrico XIII di Reuss-Untergreiz                |  |  |       |  |  |                                      |  |  |                                                  |  |
|                                                        |                                            | Sofia Enrichetta di Reuss-Untergreiz        | Enrico XIII di Reuss-Untergreiz                |  |  |       |  |  |                                      |  |  |                                                  |  |
|                                                        |                                            | Sofia Enrichetta di Reuss-Untergreiz        | Sofia Elisabetta di Stolberg-Wernigerode       |  |  |       |  |  |                                      |  |  |                                                  |  |
| Carolina di Schwarzburg-Rudolstadt                     |                                            | Sofia Enrichetta di Reuss-Untergreiz        |                                                |  |  |       |  |  |                                      |  |  |                                                  |  |
|                                                        |                                            | Giovanni Federico di Schwarzburg-Rudolstadt | Federico Antonio di Schwarzburg-Rudolstadt     |  |  |       |  |  |                                      |  |  |                                                  |  |
|                                                        |                                            | Giovanni Federico di Schwarzburg-Rudolstadt | Federico Antonio di Schwarzburg-Rudolstadt     |  |  |       |  |  |                                      |  |  |                                                  |  |
|                                                        |                                            | Giovanni Federico di Schwarzburg-Rudolstadt | Sofia Guglielmina di Sassonia-Coburgo-Saalfeld |  |  |       |  |  |                                      |  |  |                                                  |  |
| Federica di Schwarzburg-Rudolstadt                     |                                            | Giovanni Federico di Schwarzburg-Rudolstadt |                                                |  |  |       |  |  |                                      |  |  |                                                  |  |
|                                                        |                                            | Bernardina Cristiana di Sassonia-Weimar     | Ernesto Augusto I di Sassonia-Weimar           |  |  |       |  |  |                                      |  |  |                                                  |  |
|                                                        |                                            | Bernardina Cristiana di Sassonia-Weimar     | Ernesto Augusto I di Sassonia-Weimar           |  |  |       |  |  |                                      |  |  |                                                  |  |
|                                                        |                                            | Bernardina Cristiana di Sassonia-Weimar     | Eleonora Guglielmina di Anhalt-Köthen          |  |  |       |  |  |                                      |  |  |                                                  |  |
|                                                        |                                            | Bernardina Cristiana di Sassonia-Weimar     |                                                |  |  |       |  |  |                                      |  |  |                                                  |  |